# Sorcerer's Kingdom
Sorcerer's Kingdom (ソーサルキングダム?, Sōsaru Kingudamu) è un videogioco di ruolo strategico sviluppato dalla Nippon Computer Systems per Sega Mega Drive e venne pubblicato nel 1992. È stato localizzato per la regione dell'America settentrionale e quella PAL dalla Treco.

## Trama
Nel mondo di Sorcerer's Kingdom, una dinastia di re ha incoraggiato dei giovani uomini, pieni di titoli e ricchezze, a diventare avventurieri ed esplorare il mondo. Di recente dei mostri hanno cominciato ad apparire nei villaggi e spetta a questi eroi sconfiggerli e fermare la diffusione del male. Raccogliendo tutti gli Spiriti del mondo, gli eroi sono in grado di sigillare il male e impedirgli di ritornare.

## Modalità di gioco
Sorcerer's Kingdom permette ai giocatori di controllare una squadra di personaggi e di guidarli attraverso dungeon e battaglie. Il videogioco presenta elementi da gioco di ruolo strategico, come le azioni a turni e il movimento su una griglia durante la battaglia. Ogni personaggio può fare una delle seguenti cose durante il suo turno: muoversi, usare un oggetto o una magia, difendersi o attaccare un nemico vicino. Se un nemico non si trova su una casella adiacente, il personaggio può muoversi vicino a lui per utilizzare un attacco fisico con la propria arma equipaggiata o utilizzare una magia per fargli danno da lontano.
Il gioco non presenta un sistema di punti esperienza e permette ai personaggi di migliorare a seconda di come affrontano le battaglie. Per esempio, se un personaggio utilizza solo magie, la sua statistica magica aumenterà, dopo aver sconfitto tutti i nemici in combattimento. Durante le battaglie, tutti i nemici potrebbero essere in grado di effettuare un'azione per ognuna effettuata da un personaggio nella squadra del giocatore, facendo così avere ai nemici un numero maggiore di attacchi rispetto alla squadra del giocatore.